# John Foster
John Russell Foster (nascido em 3 de novembro de 1966) é um paleontólogo norte-americano. Foster trabalhou com restos de dinossauros do Jurássico Superior do Planalto do Colorado e das Montanhas Rochosas. Foster também está trabalhando em faunas de trilobitas da idade cambriana na região sudoeste do oeste americano. Ele nomeou o traço fóssil crocodiliforme Hatcherichnus sanjuanensis em 1997 e identificou a primeira ocorrência conhecida do traço fóssil terópode Hispanosauropus na América do Norte em 2015.

## Livros populares
Foster é o autor de Jurassic West: The Dinosaurs of the Morrison Formation and Their World, seguido por seu segundo livro Cambrian Ocean World.